# Oratorio della Santissima Trinità (Lavagna)
L'oratorio della Santissima Trinità è un luogo di culto cattolico nel comune di Lavagna, in via Nuova Italia, nella città metropolitana di Genova.

## Storia

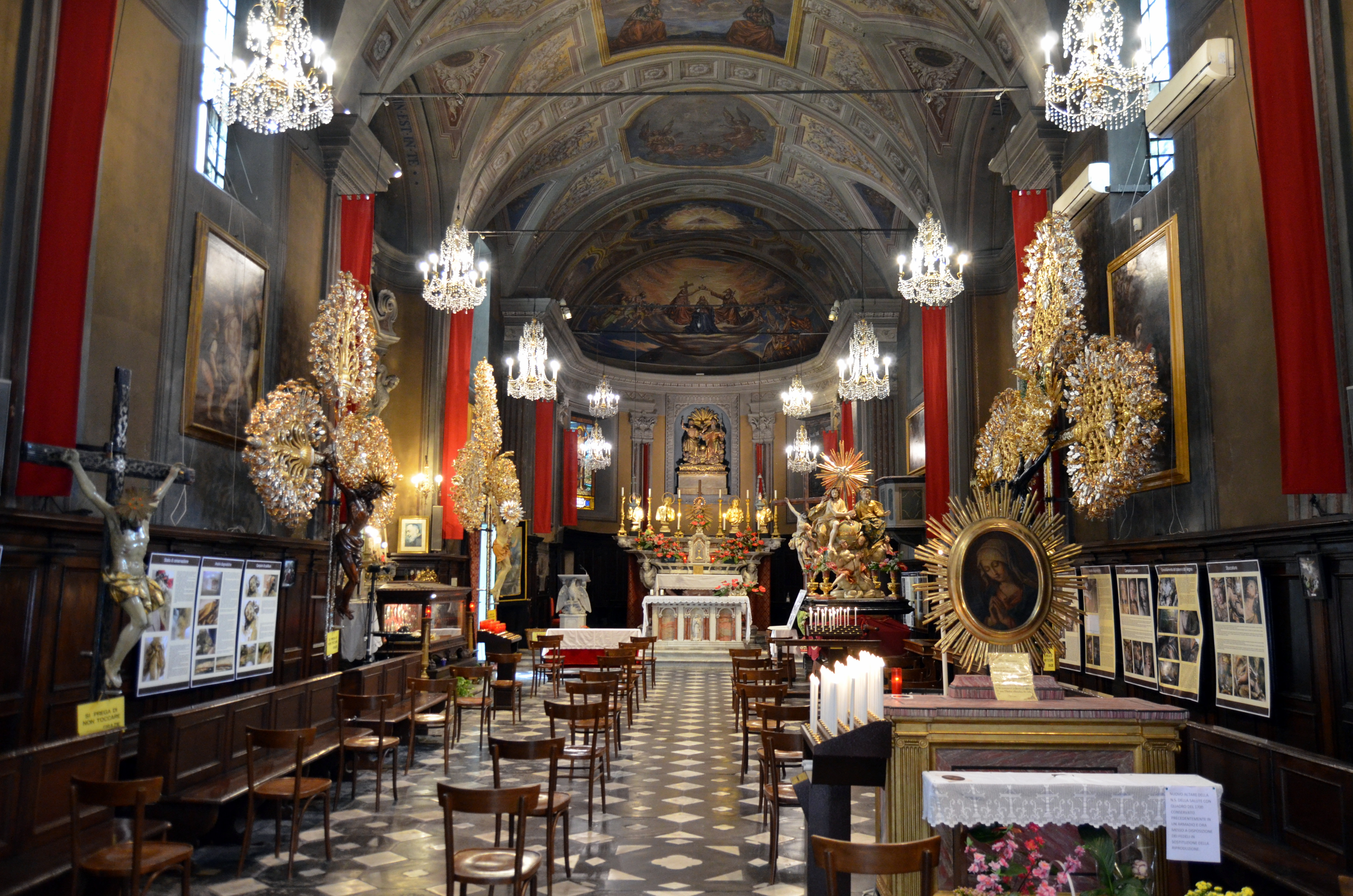
Particolare dell'aula

Secondo le scarne notizie storiche, questo a causa della dispersione e distruzione del prezioso archivio storico per mano dei soldati francesi in epoca napoleonica (fine XVIII secolo), la fondazione dell'oratorio potrebbe essere avvenuta in un periodo che va dal XIII secolo al XIV secolo; la stessa confraternita si formò presumibilmente intorno alla metà del Duecento con la diffusione del movimento dei Disciplinanti o dei Battuti.
La prima citazione dell'oratorio è in realtà datata al 1406 in un atto notarile del notaro chiavarese Nicolò Rivarola dove espressamente appare la dicitura Ecclesia Trinitatis Verberatorum de Lavania. Al 1579 risale la separazione della locale confraternita dalla Compagnia dei Terziari di San Francesco che, da tale anno autonoma, approvò i nuovi statuti solamente nel 1638, in un tempo posteriore alla visita del visitatore apostolico monsignor Francesco Bossi.
Nel 1738 l'oratorio fu dotato di un nuovo altare marmoreo maggiore alla quale si aggiunsero, nel 1768, gli scranni in legno per i confratelli.
Una discordia tra gli adepti della confraternita portò nel 1793 ad una situazione di contrasti interni fino al 31 marzo del 1796 con la fine delle discordie tramite decreto del Senato della Repubblica di Genova. Con la  dominazione napoleonica in Liguria, dalla fine del XVIII secolo al primo decennio del XIX secolo, l'oratorio e la confraternita subirono le ristrettezze delle nuove normative francesi a danno degli ordini religiosi, tanto che dal 1810 al 5 settembre 1814 l'edificio fu chiuso al culto con il conseguente allontanamento forzato dei religiosi.
La caduta di Napoleone e un decreto della Giunta degli Affari Ecclesiastici permise sul finire del 1814 il ritorno dei confratelli e l'apertura della chiesa. In questa occasione l'oratorio subì una nuova fase di abbellimento con decorazioni, conservazione di opere artistiche e oggetti sacri e l'aggiunta di altari laterali. Inoltre, nel 1836, furono approvati dal cardinale arcivescovo di Genova Placido Maria Tadini i nuovi statuti della confraternita, tuttora in vigore.
Un significativo intervento alla struttura si attuò nel 1844, per l'apertura di una nuova carrabile, l'odierna via Nuova Italia, che portò al rovesciamento della zona absidale nella parte opposta, nei pressi della piazzetta esistente fra l'oratorio e il santuario di Nostra Signora del Carmine.

## Descrizione

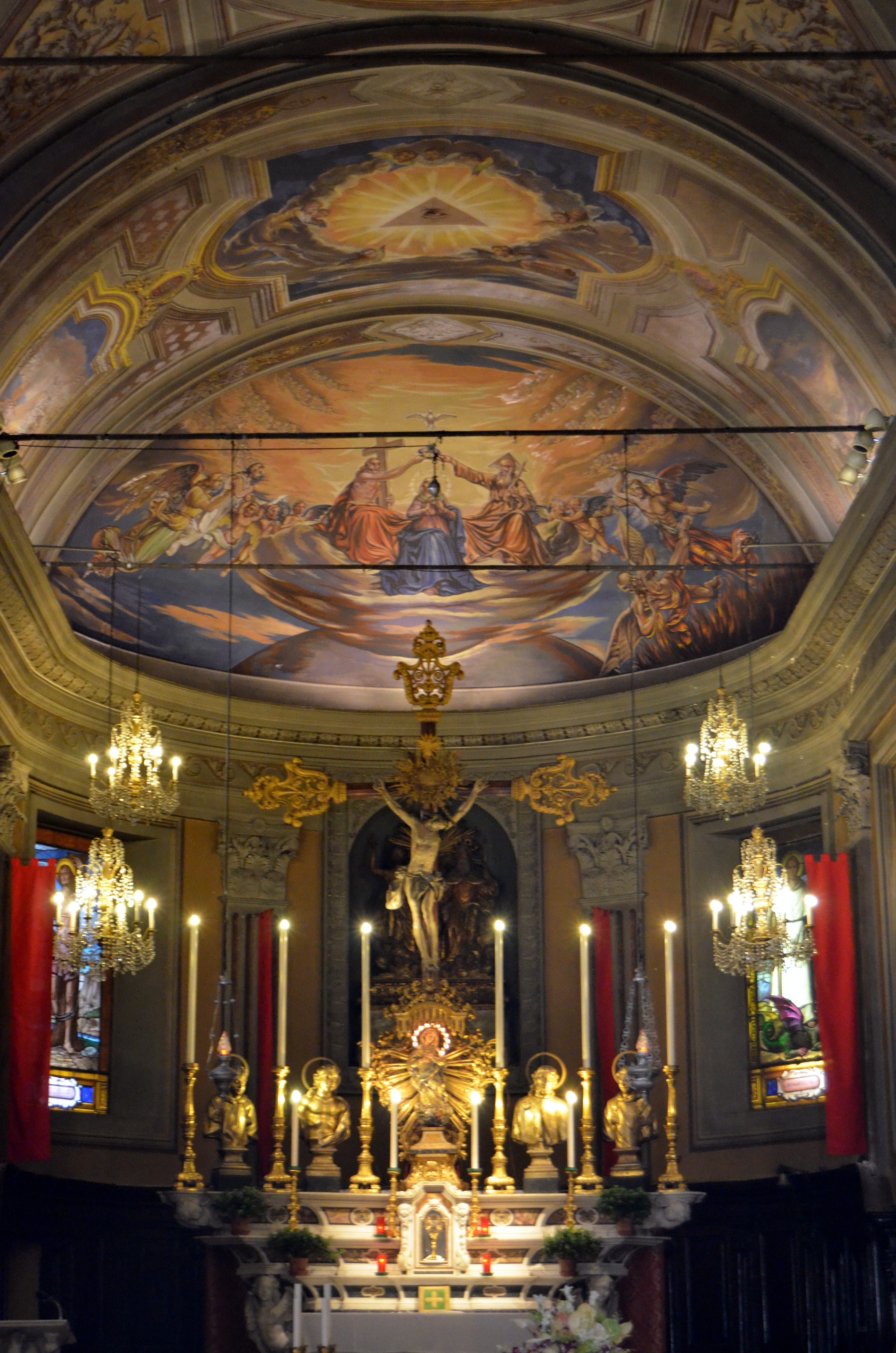
L'altare maggiore

La facciata dell'oratorio, di stile semplice, presenta un portale in ardesia del XV secolo dove sono raffigurati la Santissima Trinità e i santi Stefano protomartire, Antonio di Padova e Antonio abate. In bronzo sono invece i quattro bassorilievi della bussola, realizzati in epoca recente dallo scultore Francesco Dall'Orso (nonché membro della confraternita), ritraenti episodi di vita e gesta della congregazione religiosa.
Interno. La struttura ad unica navata e di forma quadrangolare misura 28 metri di lunghezza e 8 metri di larghezza; il pavimento è stato realizzato interamente in ardesia con decorazioni in marmo bianco a quadrifoglio.
Nella zona absidale fa mostra il settecentesco altare in marmo dello scultore Alessandro Pelissa di Carrara dove è esposto il crocifisso del genovese Anton Maria Maragliano; in una nicchia dietro all'altare è invece custodita la complessa scultura lignea della Santissima Trinità, portata in processione fino al XVIII secolo e di nuovo al centro del culto in epoche alterne seguenti. Nel presbiterio, sul lato destro, è collocato un dipinto raffigurante l'Annunciazione, di autore ignoto, risalente al Seicento. Diversi crocifissi processionali, tra i quali alcuni realizzati dal Maragliano e dal Dall'Orso, sono invece esposti in sacrestia.
Tra le opere pittoriche e scultoree conservate si trovano, sul lato destro, un olio su tela raffigurante San Giovanni Battista con l'agnello, una tela ad olio con l'Apparizione della Madonna al santo Bernardo da Chiaravalle (esatta copia di un altro dipinto esposto all'interno della chiesa di San Giacomo di Rupinaro a Chiavari) e la settecentesca cassa processionale della Santissima Trinità commissionata al Maragliano che, prima del recente alleggerimento, pesava ben 7 quintali.
Sul lato opposto della navata sono invece esposte una tela con il Martirio di san Sebastiano del pittore Domenico Piola (il dipinto ha subito un danneggiamento nella parte bassa per un incendio), un dipinto con la Santissima Trinità tra san Sebastiano e altri santi (realizzato nel XVII secolo, con la particolarità di avere come sfondo una raffigurazione seicentesca del borgo di Lavagna) e una Deposizione di Cristo attribuita al pittore Luca Cambiaso. Nell'altare dedicato a Nostra Signora del Carmine è invece conservato l'omonimo dipinto ad olio forse attribuibile, secondo lo storico Alfonso Casini, a Pietro Paolo Raggi, quest'ultimo pittore genovese che lavorò nella chiesa di Nostra Signora del Carmine e Sant'Agnese di Genova; un'altra tela raffigura Gesù nell'orto dei Getsemani.
Nella controfacciata l'organo del XVIII secolo è stato realizzato dalla ditta Roccatagliata.